# Колбі (містечко, Вісконсин)
Колбі (англ. Colby) — місто (англ. town) в США, в окрузі Кларк штату Вісконсин. Населення — 874 особи (2010).

## Демографія
Згідно з переписом 2010 року, у місті мешкали 874 особи в 270 домогосподарствах у складі 213 родин. Було 283 помешкання
Расовий склад населення:
| - 95,8 % — білих - 0,5 % — корінних американців - 0,5 % — азіатів - 0,1 % — чорних або афроамериканців - 2,6 % — осіб інших рас |

До двох чи більше рас належало 0,6 %. Частка іспаномовних становила 4,3 % від усіх жителів.
За віковим діапазоном населення розподілялося таким чином: 33,3 % — особи молодші 18 років, 57,2 % — особи у віці 18—64 років, 9,5 % — особи у віці 65 років та старші. Медіана віку мешканця становила 29,8 року. На 100 осіб жіночої статі у місті припадало 106,6 чоловіків; на 100 жінок у віці від 18 років та старших — 107,5 чоловіків також старших 18 років.
Середній дохід на одне домашнє господарство становив 99 753 долари США (медіана — 66 538), а середній дохід на одну сім'ю — 107 130 доларів (медіана — 71 000). Медіана доходів становила 41 250 доларів для чоловіків та 32 750 доларів для жінок. За межею бідності перебувало 8,2 % осіб, у тому числі 9,1 % дітей у віці до 18 років та 9,6 % осіб у віці 65 років та старших.
Цивільне працевлаштоване населення становило 356 осіб. Основні галузі зайнятості: освіта, охорона здоров'я та соціальна допомога — 19,9 %, виробництво — 19,7 %, сільське господарство, лісництво, риболовля — 18,8 %.